# Angerville-la-Martel
Angerville-la-Martel és un municipi francès situat al departament del Sena Marítim i a la regió de Normandia. L'any 2007 tenia 850 habitants.

## Demografia

### Població
El 2007 la població de fet d'Angerville-la-Martel era de 850 persones. Hi havia 308 famílies de les quals 52 eren unipersonals (24 homes vivint sols i 28 dones vivint soles), 96 parelles sense fills, 144 parelles amb fills i 16 famílies monoparentals amb fills.
La població ha evolucionat segons el següent gràfic:
Habitants censats

### Habitatges
El 2007 hi havia 349 habitatges, 306 eren l'habitatge principal de la família, 31 eren segones residències i 12 estaven desocupats. Tots els 345 habitatges eren cases. Dels 306 habitatges principals, 265 estaven ocupats pels seus propietaris, 34 estaven llogats i ocupats pels llogaters i 7 estaven cedits a títol gratuït; 1 tenia una cambra, 7 en tenien dues, 35 en tenien tres, 100 en tenien quatre i 163 en tenien cinc o més. 243 habitatges disposaven pel capbaix d'una plaça de pàrquing. A 101 habitatges hi havia un automòbil i a 182 n'hi havia dos o més.

### Piràmide de població
La piràmide de població per edats i sexe el 2009 era:
| Homes | Edats   | Dones |
| ----- | ------- | ----- |
| 0     | 95 o +  | 0     |
| 0     | 90 a 94 | 0     |
| 0     | 85 a 89 | 0     |
| 4     | 80 a 84 | 0     |
| 8     | 75 a 79 | 8     |
| 20    | 70 a 74 | 8     |
| 12    | 65 a 69 | 24    |
| 32    | 60 a 64 | 8     |
| 8     | 55 a 59 | 8     |
| 28    | 50 a 54 | 16    |
| 32    | 45 a 49 | 36    |
| 32    | 40 a 44 | 16    |
| 28    | 35 a 39 | 40    |
| 16    | 30 a 34 | 20    |
| 32    | 25 a 29 | 20    |
| 12    | 20 a 24 | 8     |
| 32    | 15 a 19 | 20    |
| 36    | 10 a 14 | 24    |
| 28    | 5 a 9   | 32    |
| 16    | 0 a 4   | 12    |

## Economia
El 2007 la població en edat de treballar era de 568 persones, 411 eren actives i 157 eren inactives. De les 411 persones actives 383 estaven ocupades (226 homes i 157 dones) i 28 estaven aturades (10 homes i 18 dones). De les 157 persones inactives 44 estaven jubilades, 53 estaven estudiant i 60 estaven classificades com a «altres inactius».

### Ingressos
El 2009 a Angerville-la-Martel hi havia 321 unitats fiscals que integraven 894 persones, la mediana anual d'ingressos fiscals per persona era de 16.777 €.

### Activitats econòmiques
Dels 17 establiments que hi havia el 2007, 6 eren d'empreses de construcció, 3 d'empreses de comerç i reparació d'automòbils, 1 d'una empresa de transport, 3 d'empreses d'hostatgeria i restauració, 1 d'una empresa financera, 1 d'una empresa immobiliària i 2 d'empreses classificades com a «altres activitats de serveis».
Dels 6 establiments de servei als particulars que hi havia el 2009, 1 era un paleta, 2 fusteries, 1 lampisteria, 1 electricista i 1 perruqueria.
L'any 2000 a Angerville-la-Martel hi havia 18 explotacions agrícoles que ocupaven un total de 680 hectàrees.

## Equipaments sanitaris i escolars
El 2009 hi havia una escola elemental.

## Poblacions més properes
El següent diagrama mostra les poblacions més properes.